# Fred Lyssa
Fred Lyssa, gebürtig Alfred Fischer (* 26. August 1883 in Berlin; † 17. Oktober 1950 in Grünwald) war ein deutscher Schauspieler, Regisseur und Filmproduktionsleiter.

## Biografie
Der gebürtige Berliner Alfred Fischer erhielt eine Sprach- und Schauspielausbildung an der Königlichen Schauspielschule Berlin und begann seine künstlerische Laufbahn im Jahre 1902 als Schauspieler in Anklam. Nach dem Ersten Weltkrieg wählte Fischer das Pseudonym Fred Lyssa, unter dem er 1919 als Büroleiter und Schauspieler zum Theater zurückkehrte (z. B. an Berlins Sturm-und-Drang-Bühne).
Parallel dazu arbeitete er als Aufnahmeleiter bei so verschiedenartigen Filmen wie dem Fridericus-Rex-Vierteiler (1920–22), Der Eid des Stephan Huller, 2. Teil (1921), Vineta (1923), Um Recht und Ehre (1925), Die Flucht in den Zirkus (1926), Die drei Niemandskinder, Der Meister der Welt und Der goldene Abgrund (alle 1927) sowie  Der Präsident (1928).
Zum Jahresbeginn 1928 startete Lyssa seine Tätigkeit als Produktionsleiter. In dieser Eigenschaft war er für die unterschiedlichsten Produktionsgesellschaften tätig. Seit 1937 zeichnete Fred Lyssa als Herstellungsgruppenleiter verantwortlich, während des Zweiten Weltkriegs in dieser Funktion für im Auftrag der Münchner Produktionsfirma Bavaria in Prag entstandene Filme. Bei Kriegsende ließ er sich in München-Grünwald nieder.

## Filmografie
als Produktions- und Herstellungsleiter:
| - 1928: Abwege - 1928: Ein Mädel mit Temperament - 1928: Schiff in Not S.O.S. - 1929: Der Hund von Baskerville - 1929: Die stärkere Macht - 1930: Eine Stunde Glück - 1930: Seitensprünge - 1930: Der Walzerkönig - 1930: Der Liebesexpreß - 1931: Solang’ noch ein Walzer von Strauß erklingt - 1931: Mein Freund, der Millionär - 1931: Durchlaucht amüsiert sich - 1932: Die Tänzerin von Sanssouci - 1932: Spione im Savoy-Hotel - 1932: Kaiserwalzer - 1933: Liebelei - 1933: Zwei im Sonnenschein - 1934: Der verlorene Sohn - 1935: Der Vogelhändler - 1935: Stützen der Gesellschaft - 1935: Mit Gulliver ins Zwergenland (Kurzfilm, auch Regie) - 1936: Stjenka Rasin | - 1936: Drei Mäderl um Schubert - 1936: Fiakerlied - 1936: Ball im Metropol - 1937: Musik für Dich - 1937: Immer, wenn ich glücklich bin - 1937: Das Ehesanatorium - 1938: Mordsache Holm - 1938: Der Kapland Diamant (Kurzfilm, auch Regie) - 1938: Blinder Eifer schadet nur (Kurzfilm, auch Regie) - 1939: Der Mann mit dem Plan (Kurzfilm) - 1939: D III 88 - 1940: Die letzte Runde - 1942: Ein Windstoß - 1943: Paracelsus - 1943: Man rede mir nicht von Liebe - 1944: Es lebe die Liebe - 1944/47: Der Millionär - 1944/49: Liebesheirat - 1944/49: Philine - 1945: Bravo, kleiner Thomas - 1945: Ein Mann wie Maximilian - 1949: Manege frei |